# Ian Docker
Ian Docker (sinh ngày 12 tháng 9 năm 1969) là một cựu cầu thủ bóng đá người Anh. Ông có hơn 100 lần ra sân cho Gillingham từ năm 1987 đến năm 1991, ghi 3 bàn thắng.